# 贺明
贺明（1919年—2012年），男，陕西武功人，中华人民共和国军事人物，中国人民解放军少将，第五届全国人大代表。